# Qikiqtaarjuk
Qikiqtaarjuk, tidigare benämnd Deer Island, är en ö i Kanada.   Den ligger i territoriet Nunavut, i den nordöstra delen av landet, 2 700 km norr om huvudstaden Ottawa. Arean är 1,0 kvadratkilometer.
Terrängen på Qikiqtaarjuk är mycket platt. Öns högsta punkt är 5 meter över havet. Den sträcker sig 0,8 kilometer i nord-sydlig riktning, och 2,0 kilometer i öst-västlig riktning.
Trakten runt Qikiqtaarjuk är nära nog obefolkad, med mindre än två invånare per kvadratkilometer.